# オンプレミス
オンプレミス（英語: on-premises）とは、サーバやソフトウェアなどの情報システムを、使用者が管理している施設の構内に機器を設置して運用することをいう。プレミス（premise）は「構内」「店内」の意味。  「自社運用」ともいう。プレミス、OnPと表記されることもある。

## 概要
元来は情報システムの構築・運用形態としては唯一であったため、それ自身を表す名称は必要とされなかった。しかし、1990年代末 - 2000年代前半にブロードバンドインターネット接続が普及したことにより、情報設備の構築・維持をアウトソーシングする手法として、インターネットに接続された外部のサーバファームをリソースとし、自社の情報システムの規模に応じてオンデマンドで活用する新たな運用形態が実現可能な状況となった。この概念がSaaSやPaaSとして事業化され、2006年以降はクラウドコンピューティングという名称が提唱されて社会に浸透するにつれ、それらオンデマンド形態からリソースを主体的に管理する従来の運用形態を区別するためのレトロニムとして、2010年頃から「オンプレミス」の語が一般的に用いられるようになった。
クラウドコンピューティング型のサービスを使う場合の利点には、初期コストや固定的な保守運用コストを低く抑えられる点などが挙げられるが、その一方では応答時間やセキュリティ、カスタマイズ性、可視化性といった別の面を考慮する必要がある。また、課金体系がオンデマンド、すなわち従量制の場合には、事業の伸長性によって経済効率を見極める必要も出てくる。金融業や防衛産業など、事業モデルによってはオンプレミスが好まれる場合も多々ある。したがって、実際の運用においてはオンデマンドへの単純な移行ではなく、ユーザはさまざまな要素を考慮しながらクラウドとオンプレミスの連携を図る必要があるとする見方や、また日本国内の後発ベンダはそういったニーズに応える形のビジネスモデルに注力するだろうとの予想が各アナリストから提示されている。ハードウェアを買い込んで社内に設置する必要がなく、手軽であるため、オンプレミスからフルクラウドへの移行は続いている。
プライベートクラウドと呼ばれるクラウドコンピューティングの施設をオンプレミスとして運用する方法もある。